# 恩斯河
恩斯河（德語：Enns），多瑙河南岸主要支流之一，发源于奥地利萨尔茨堡州拉德施塔特陶恩山区，在毛特豪森注入多瑙河，全长254公里，流域面积约6000平方公里。